# Комбінована зброя

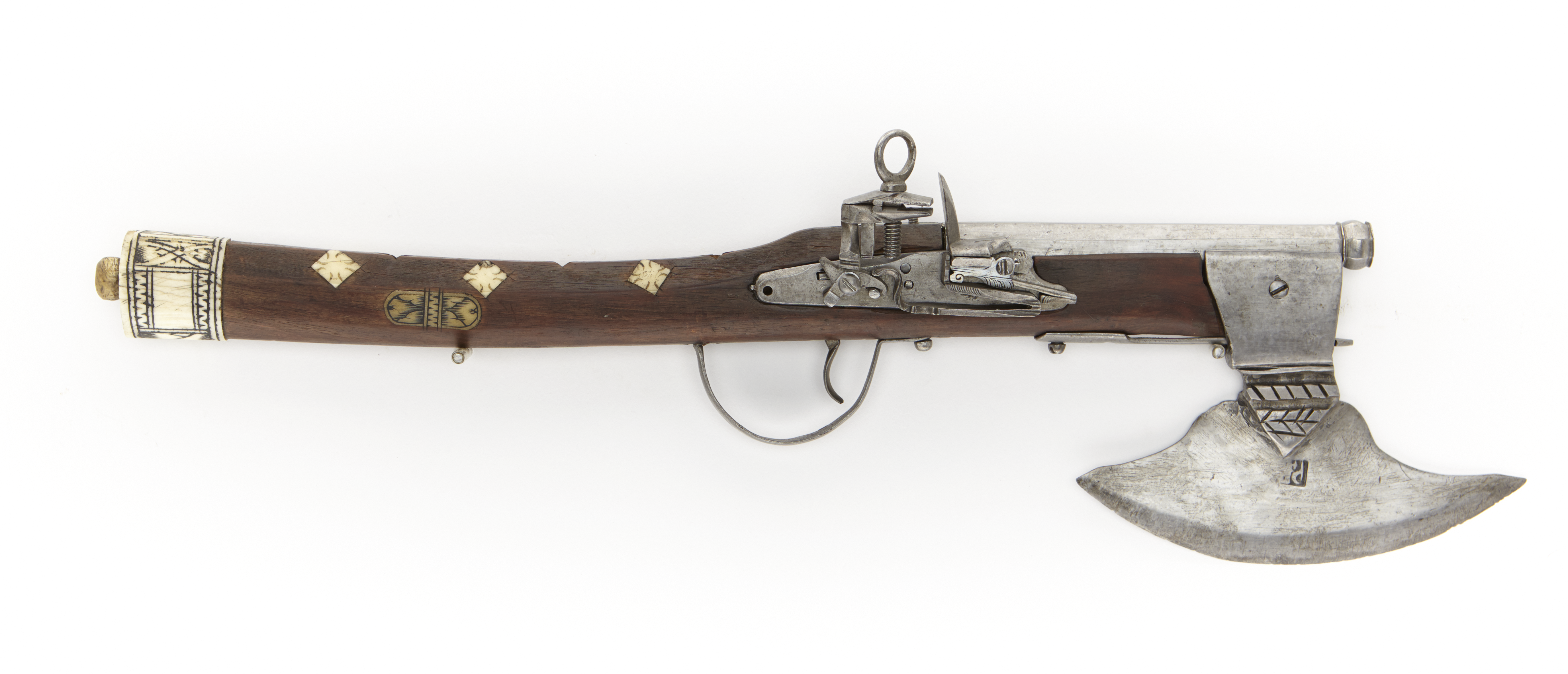
Німецька сокира-пістолет, XVII століття.

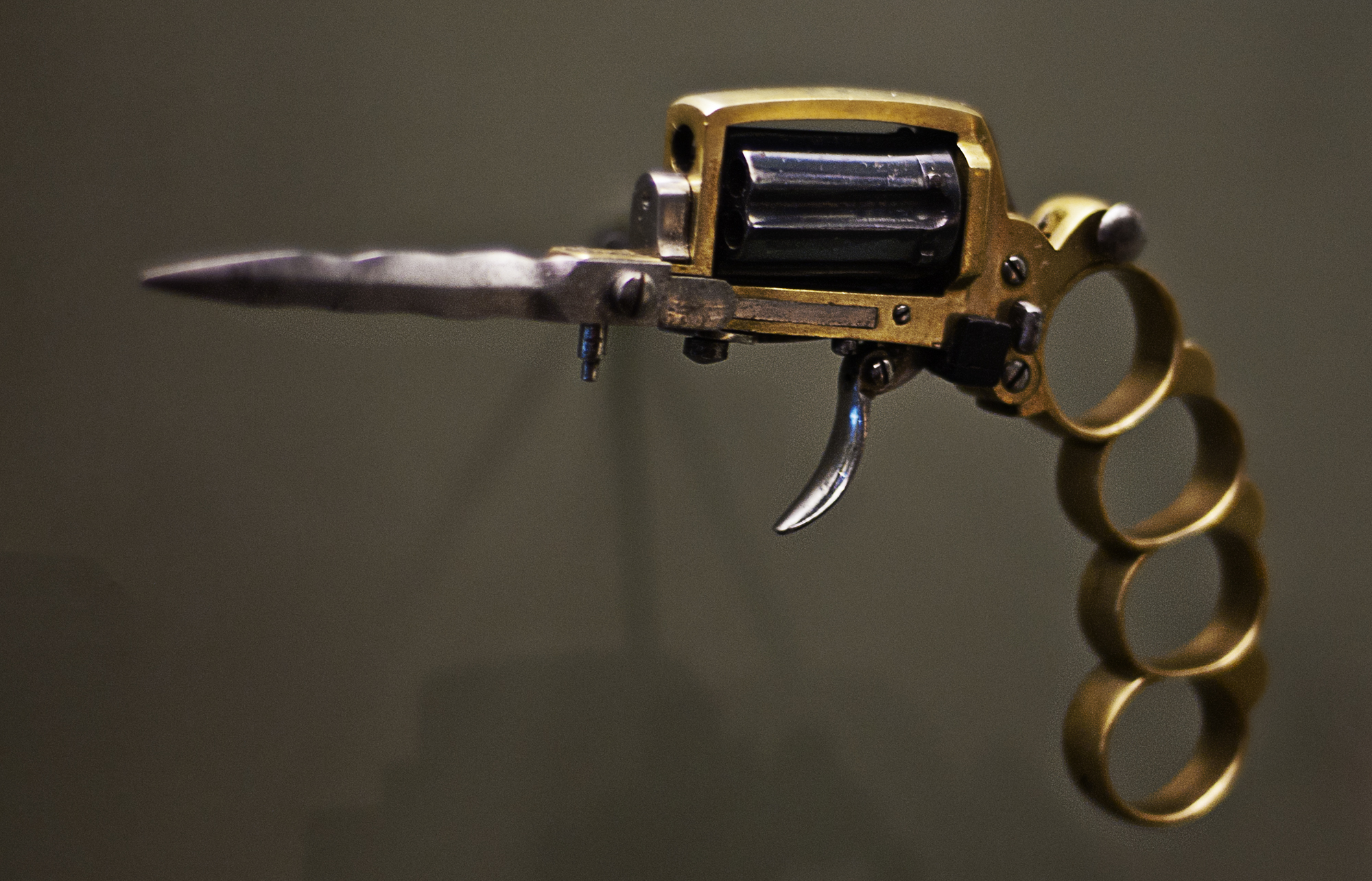
Револьвер «Апаш», що поєднує в собі, крім револьвера, ніж і кастет. Франція, близько 1900 року.

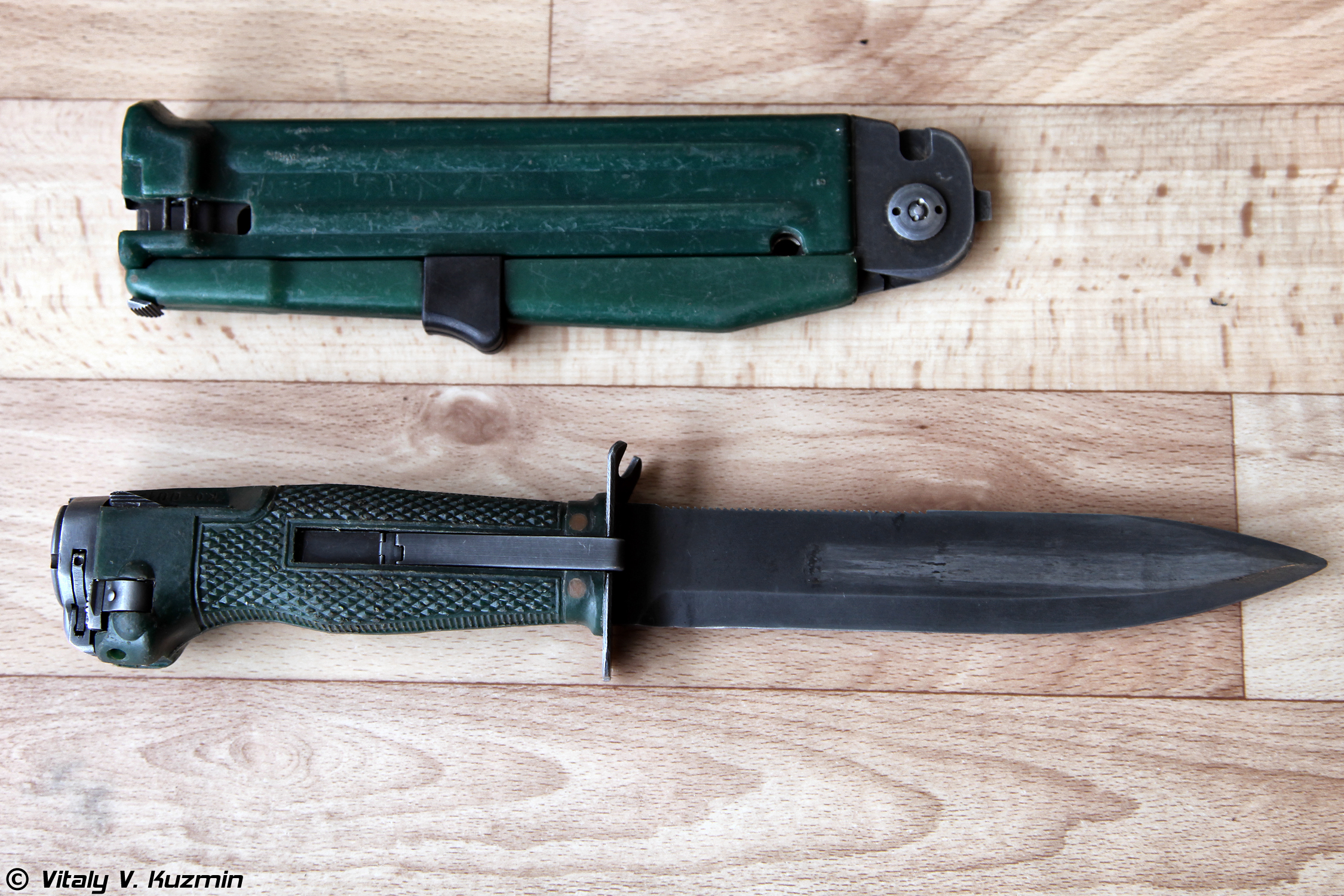
Радянський спеціальний ніж НРС-2 під безшумний патрон СП-4

Комбінована зброя — особливий тип ручної зброї (зброї ближнього бою), що поєднує в собі характеристики вогнепальної і холодної зброї. Найчастіше зустрічаються комбінації клинкової зброї і пістолета, хоча мають місце і інші варіанти. Як поширений приклад комбінованої зброї можна розглядати рушницю з багнетом, завдяки якому можливо користуватися нею як списом.

## Історія
Спроби створення ефективних комбінацій холодної та вогнепальної зброї робилися протягом всього періоду існування останньої. З кінця XVI століття і аж до появи многозарядної вогнепальної зброї в середині XIX століття основною причиною даних конструкторських пошуків була фактична марність пістолета в ближньому бою після здійснення першого пострілу — перезарядка пістолета була трудомістким процесом, що вимагає багато часу, і в швидкоплинному ближньому бою розряджений пістолет залишалося тільки викинути, покладаючись або на наявну холодну зброю ближнього бою, або, в разі відсутності такої, просто капітулювати. Схожа проблема довгоствольної вогнепальної зброї цілком успішно вирішувалася за рахунок байонетів і, пізніше, багнетів. До перших спроб поєднання пістолета з холодною зброєю відносяться німецькі сокири-пістолети, які в невеликій кількості виготовлялися в Сілезії в кінці XVI-початку XVII століття і являли собою комбінацію короткоствольного пістолета з колісцевим замком і бойової сокири. Пізніше, до середини XVIII століття, певне поширення отримали мечі-пістолети, «стріляючі клинки», конструкція яких передбачала розміщення короткоствольного пістолета паралельно клинку меча чи палаша, біля гарди. Використовувалася подібна зброя головним чином на флоті в абордажних боях, а також як мисливська.
Нерідко траплялося також поєднання пістолета з ножовим клинком, найчастіше — складаним. Подібного роду зброя виготовлялася як великими збройовими підприємствами (Dumonthier & Sons, Unwin & Rodgers тощо), так і кустарним чином, причому виробництво її тривало і після появи револьверів. Крім ножа, подібні зразки зброї могли мати руків'я, пристосоване для використання як кастет. Будучи досить зручним засобом самооборони і нападу, нерідко цілком допускало приховане носіння, даний тип комбінованої зброї в кінці XIX — початку XX століть був популярний у злочинців і жителів великих міст.
До більш екзотичних варіантів можна віднести індійські вироби XIX століття, що поєднували капсульний пістолет з булавою.
Мали місце також спроби поєднання захисного озброєння з вогнепальною зброєю. Прикладом є, зокрема, польський щит-рондаш з пістолетом, виготовлений в XVII столітті і описаний Павлом фон Вінклером в книзі «Історія зброї».
У XX столітті радянськими конструкторами були створені кілька моделей спеціальних ножів (НРС, НРС-2) для підрозділів військової розвідки і спецназу КДБ, особливістю яких було застосування боєприпасів замкнутого типу. Завдяки йому дані зразки дозволяли виробляти одиночні постріли не демаскуючи свого власника гучним звуком і спалахом полум'я.